# Mali Dol (gmina Pesnica)
Mali Dol – wieś w Słowenii, w gminie Pesnica. W 2018 roku liczyła 62 mieszkańców.